# Нападівська сільська рада (Липовецький район)
| Напа́дівська сільська́ ра́да — орган місцевого самоврядування у Липовецькому районі Вінницької області з адміністративним центром у c. Нападівка. Сільській раді підпорядковані населені пункти: - c. Нападівка - с. Вікентіївка |

## Склад ради
Рада складається з 14 депутатів та голови.

## Керівний склад сільської ради
| ПІБ                     | Основні відомості                                                                                  | Дата обрання | Дата звільнення |
| ----------------------- | -------------------------------------------------------------------------------------------------- | ------------ | --------------- |
| Щербанюк Василь Якович  | Сільський голова, 1968 року народження, освіта                                                     | 26.03.2006   | 31.10.2010      |
| Баранюк Микола Петрович | Сільський голова, 1983 року народження, освіта вища, член Всеукраїнського об'єднання «Батьківщина» | 31.10.2010   |                 |

Примітка: таблиця складена за даними джерела